# Karel Günther van Schwarzburg-Sondershausen
Karel Günther (Arnstadt, 7 augustus 1830 - Weißer Hirsch bij Dresden, 28 maart 1909) was van 1880 tot 1909 vorst van Schwarzburg-Sondershausen. Hij was de zoon van vorst Günther Frederik Karel II en Marie van Schwarzburg-Rudolstadt.
Hij studeerde aan de universiteit van Bonn en nam vervolgens als majoor dienst in het leger van Pruisen. In de Pruisisch-Oostenrijkse Oorlog van 1866 maakte hij de veldtocht in Bohemen mee. Toen zijn vader op 17 juli 1880 wegens een oogkwaal troonsafstand deed nam hij de regering van het staatje Schwarzburg-Sondershausen op zich. Daarnaast was hij generaal bij de Pruisische infanterie.
Daar zijn huwelijk (12 juni 1869) met Marie van Saksen-Altenburg kinderloos bleef, werd Karel Günther na zijn dood in 1909 opgevolgd door Günther Victor van Schwarzburg-Rudolstadt, die het land in personele unie met Schwarzburg-Rudolstadt tot 1918 zou regeren.